# 堡镇市民公园
堡镇市民公园位于中华人民共和国上海市崇明区堡镇石岛路280号，是堡镇第一座大型市民公园，2013年6月底启用，占地面积42300平方米，可分成“滨水走廊区”、“景观喷泉区”、“儿童游戏区”、“阳光草坪区”和“林荫广场区”等景点.2021年被评为三星级公园。公园体育设施亦承办上海“村BA”等赛事。